# Амато, Нэнси Мари
Нэнси Мари Амато — американский учёный в области информатики. Амато известна исследованиями в области алгоритмических основ планирования движений, вычислительной биологии, вычислительной геометрии и параллельных вычислений. Она также с 2000 года входит в руководящий комитет CRA-W, рабочей группы Ассоциации вычислительных исследований по продвижению участия женщин в информатике и технологиях.
Нэнси Амато получила диплом бакалавра искусств по экономике и бакалавра наук по математическим наукам в 1986 году в Стэнфордском университете. Окончив магистратуру по информатике в 1988 году в Университете в Беркли, она поступила в аспирантуру Университет Иллинойса и защитила диссертацию в 1995 по теме «Параллельные алгоритмы построения выпуклых оболочек и задачи близости» (англ. Parallel Algorithms for Convex Hulls and Proximity Problems). После защиты всю жизнь она проработала в Техасском университете A&M, став доцентом в 1995, старшим доцентом (англ. associate professor) в 2000 году и профессором в 2004 году. Её исследования очень заметны: Амато написала около двухсот научных статей и может похвастаться высоким индексом Хирша: 56.
Нэнси Амато стала почётным членом Ассоциации вычислительной техники в 2012 году и была избрана как «фелло» в 2015. Кроме того, она была лауреатом премии Hewlett-Packard имени Генриетты Б. Ригас в 2013, премии CRA имени Нико Хаберманна в 2014 и вошла в Американскую ассоциацию содействия развитию науки в 2013.